# USS Glennon (DD-620)
USS Glennon (DD-620) là một tàu khu trục lớp Gleaves được Hải quân Hoa Kỳ chế tạo trong Chiến tranh Thế giới thứ hai. Nó đã tham gia trong Thế Chiến II cho đến khi bị trúng mìn rồi bị pháo bờ biển đối phương đánh đắm trong cuộc Đổ bộ Normandy năm 1944. Nó là chiếc tàu chiến đầu tiên của Hải quân Hoa Kỳ được đặt theo tên Chuẩn đô đốc James H. Glennon (1857-1940), người tham gia cuộc Chiến tranh Tây Ban Nha-Hoa Kỳ và Chiến tranh Thế giới thứ nhất.

## Thiết kế và chế tạo
Glennon được chế tạo tại xưởng tàu của hãng Federal Shipbuilding and Drydock Company ở Kearny, New Jersey. Nó được đặt lườn vào ngày 25 tháng 3 năm 1942; được hạ thủy vào ngày 26 tháng 8 năm 1942, và được đỡ đầu bởi cô Jeanne Lejeune Glennon, cháu đô đốc Glennon. Con tàu được cho nhập biên chế cùng Hải quân Hoa Kỳ vào ngày 8 tháng 10 năm 1942 dưới quyền chỉ huy của Thiếu tá Hải quân Floyd C. Camp.

## Lịch sử hoạt động
Sau khi hoàn tất việc chạy thử máy huấn luyện dọc theo bờ biển New England, Glennon hộ tống các đoàn tàu vận tải chuyên chở binh lính và tiếp liệu cho Trận đổ bộ Gela từ ngày đến ngày 9 đến ngày 15 tháng 7 năm 1943. Nó quay trở về New York vào ngày 3 tháng 12, rồi thực hiện hai chuyến đi khứ hồi hộ tống các đoàn tàu vận tải đi sang quần đảo Anh cùng một chuyến đi sang Gibraltar. Nó quay trở về New York từ Gibraltar vào ngày 22 tháng 4 năm 1944, rồi khởi hành từ cảng này vào ngày 5 tháng 5 cùng một đội đặc nhiệm, đi đến Belfast, Bắc Ireland vào ngày 14 tháng 5 để chuẩn bị tham gia Chiến dịch Overlord, cuộc Đổ bộ Normandy. Được phân về Lực lượng Tấn công lên bãi Utah thuộc Lực lượng Đặc nhiệm Hải quân phía Tây, nó đi đến Baie de la Seine, Pháp vào ngày 6 tháng 6. Sau khi tuần tra chung quanh đội bắn phá phòng ngừa tàu ngầm và tàu phóng lôi E-boat của Hải quân Đức can thiệp, nó tham gia bắn phá hỗ trợ cho binh lính đổ bộ trên bờ.
Vào ngày 7 tháng 6, Glennon đã bắn 430 quả đạn pháo 5 in (130 mm)/38 caliber lên bờ hỗ trợ cho cuộc tiến quân lên phía Bắc về hướng Quinéville. Dưới quyền chỉ huy của Trung tá Hải quân Clifford A. Johnson, nó lại tiếp cận nơi trực chiến hỗ trợ hỏa lực lúc 08 giờ 30 phút ngày 8 tháng 6, khi đuôi tàu trúng phải một quả mìn. Một chiếc xuồng được thả để cứu vớt những người sống sót trong khi các tàu quét mìn Staff và Threat đi đến hiện trường; một chiếc nối một sợi cáp để kéo trong khi chiếc kia quét mìn phía trước chiếc tàu khu trục bị hư hại. Tàu khu trục hộ tống Rich cũng tiếp cận để trợ giúp, nhưng chịu đựng một vụ nổ lớn khi nó vòng quanh đuôi của Glennon để rời khu vực. Vài phút sau, một vụ nổ thứ hai làm nổ tung 50 ft (15 m) phần đuôi của Rich, tiếp nối bởi một vụ nổ thứ ba bên dưới sàn trước con tàu. Rich đắm chỉ trong vòng 15 phút sau vụ nổ thứ nhất.
Tàu quét mìn Staff phát hiện nó không thể kéo Glennon, do phần đuôi tàu bị mắc cạn bởi chân vịt bên mạn phải bị hư hại. Phần lớn thủy thủ đoàn của Staff và những người còn lại của Glennon nỗ lực làm nhẹ phần đuôi tàu bằng cách bơm nhiên liệu đến các ngăn phía trước và phóng bỏ những vật nặng như mìn sâu. Sang ngày 9 tháng 6, thiết bị cứu hộ được tập trung, và khoảng 60 sĩ quan và thủy thủ của Glennon quay trở lại tàu. Sáng hôm sau, khi Trung tá Johnson chuẩn bị tiếp nối các nỗ lực để cứu con tàu của mình, một khẩu đội pháo bờ biển Đức gần Quinéville bắt được con tàu trong tầm bắn. Loạt đạn pháo thứ hai bắn trúng Glennon giữa tàu và làm mất điện toàn bộ. Sau cú bắn trúng thứ ba, Trung tá Johnson ra lệnh cho thủy thủ đoàn bỏ tàu, và họ rời đi trên những xuồng đổ bộ. Glennon tiếp tục nổi cho đến 21 giờ 45 phút ngày 10 tháng 6 năm 1944, khi nó lật úp và đắm. Con tàu chịu đựng 25 người tử trận và 38 người bị thương.

## Phần thưởng
Glennon được tặng thưởng hai Ngôi sao Chiến trận do thành tích phục vụ trong Thế Chiến II.